# 槽齒龍屬
槽齒龍屬是種植食性恐龍，生存於晚三叠世瑞提階。槽齒龍的化石大部分發現於南英格蘭與威爾斯的三疊紀地層。這個時期的地球氣候較為溫暖、乾燥。晚三叠世的優勢肉食性動物仍為勞氏鱷科等伪鳄类，而非剛出現的小型肉食性恐龍；而蜥腳形亞目恐龍已取代二齒獸類，成為優勢植食性動物。

## 特徵

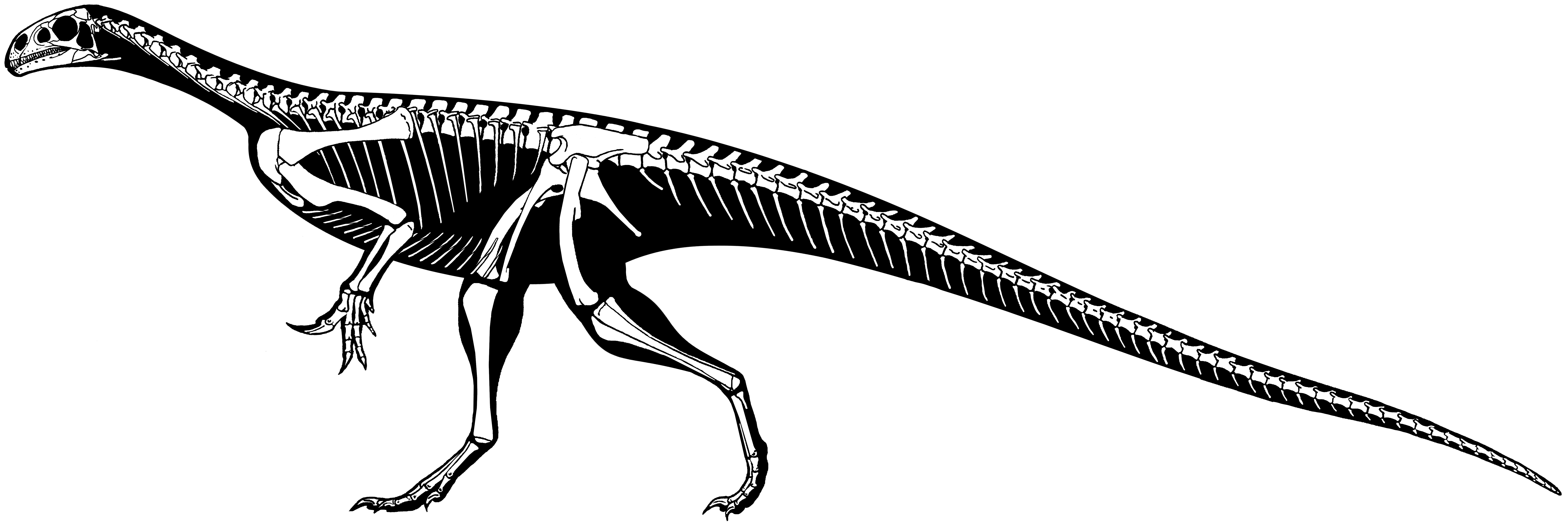
槽齒龍的骨骼重建圖

槽齒龍平均身長為1.2公尺，高度約30公分，體重為30公斤。牠們擁有小型頭部、大型拇指尖爪、修長的後肢、長頸部、前肢比後肢短、長尾巴。牠們是二足恐龍。槽齒龍前掌有五個手指，後腳掌有五個腳趾。
槽齒龍是植食性恐龍，牙齒呈葉狀，有鋸齒狀邊緣，且位於齒槽內；這也是槽齒龍的名稱來源。牠們的齒骨長度不到下頜長度的一半。下頜前端稍微往下彎。與近蜥龍相比，槽齒龍有較多的牙齒，頭部較長、較狹窄。
槽齒龍的頸椎上有長的椎弓（Neural Arch），以及前後排列的長神經棘（Neural spine）。背椎有強化的橫突（Transverse processes）。薦椎可能有3個。肩胛骨寬廣、彎曲，稍呈板狀。肱骨有明顯三角嵴（Deltopectoral crest）。尺骨的橫切面呈三角形。橈骨有大幅度縮小。
雖然槽齒龍並非最早的蜥腳形亞目恐龍（目前發現最早的是在馬達加斯加的未命名屬），但在原始蜥腳形亞目恐龍中是最著名的一屬。

## 分类
牠們起初被分類於原蜥腳下目，但在2003年，耶茲與基欽的研究顯示槽齒龍與牠的近親早於原蜥腳類的出現。新的重建顯示槽齒龍的頸部與身體比例，比更先進的早期蜥腳形亞目恐龍的頸部與身體比例還短。

## 發現歷史
槽齒龍是由Henry Riley與Samuel Stutchbury在1836年所命名。槽齒龍是第四個被命名的恐龍，前三個分別為斑龍（1824年）、禽龍（1825年）、林龍（1833年）；槽齒龍也是第一個被敘述的三疊紀恐龍。
當理查·歐文在1842年建立恐龍總目（Dinosauria）時，他並沒有將槽齒龍列入，他僅將斑龍、禽龍、林龍列入。他認為有小型頜部的槽齒龍，不可能屬於體型龐大的恐龍。他認為槽齒龍是種低等、由鱗片覆蓋的爬蟲類，與鱷魚、蜥蜴、喙頭龍目、恐龍外表相似。直到1870年，歐文的敵手湯瑪斯·亨利·赫胥黎（Thomas Henry Huxley）將槽齒龍分類於恐龍。
槽齒龍最初的模式標本，與其他相關物品，在1940年遭到德國衝炸摧毀，成為第二次世界大戰中的受害品。然而，目前已在許多地點發現化石，包括布里斯托與威爾斯，該地於晚三疊紀可能是乾燥環境。在這些新發現化石中，有一個可能是未成年個體的標本，可能屬於一個不同的種T. caducus。在澳洲發現的Agrosaurus macgillivrayi，可能是古槽齒龍（T. antiquus）的異名。
在2007年，亞當·耶茨（Adam Yates）、彼得·加爾東（Peter Galton）、以及Kermack提出一個研究，宣稱槽齒龍的其中一種T. caducus屬於一個不同的屬，並由他們將這個屬命名為Pantydraco。
槽齒龍目前只有一個種，模式種古槽齒龍（T. antiquus）。

## 外部連結
- 槽齒龍圖片 （页面存档备份，存于）
- 布里斯托恐龍網站
- See entry on Thecodontosaurus at DinoData （页面存档备份，存于） (registration required, free).
- 蜥腳形亞目
- New genus Pantydraco at DinoData （页面存档备份，存于）  (registration required, free)